# RBD (gruppo musicale)
RBD è stato un gruppo pop messicano, ideato nel 2004 all'interno della telenovela messicana Rebelde (dell'autore Pedro Damián), composta dai cantanti e attori Anahí, Dulce María, Maite Perroni, Alfonso Herrera, Christopher Von Uckermann e Christian Chávez. Il gruppo si formó il 4 ottobre del 2004, l'ultimo concerto fu a Madrid il 21 di dicembre del 2008.
A novembre del 2004 è uscito l'album di debutto intitolato "Rebelde".
A settembre del 2005 è uscito il secondo album di studio, Nuestro amor, grazie al quale hanno ricevuto la loro prima nomination ai Grammys Latinos. Nel 2006 hanno lanciato il terzo album, Celestial e il loro primo album in inglese, Rebels. E nel 2007 è uscito Empezar desde cero, con il quale sono stati nominati nuovamente ai Grammys Latinos, e per ultimo nel 2009 è uscito l'album intitolato Para olvidarte de mi.
I RBD hanno ottenuto numerosi dischi di diamante, d'oro e di platino, hanno realizzato tour in tanti paesi del mondo e sono diventati uno dei gruppi di maggior successo della musica messicana degli ultimi decenni. Hanno visitato coi loro tour oltre 23 nazioni, hanno eseguito concerti in 116 città, hanno venduto più di 57 milioni di dischi, 4 milioni di DVD, oltre 2 milioni di spettatori ai loro concerti e più di 20 milioni di articoli di merchandising, secondo i dati ufficiali forniti dalla EMI.
Hanno ricevuto numerose nomination e vittorie a premi importanti come Grammys Latinos, Premios Juventud, Billboard Latin Music Awards, Premios Lo Nuestro e altri.

## Storia del gruppo

### 2004-2005: Inizio,RebeldeeNuestro amor
Il gruppo fu creato dal produttore Pedro Damián, ideato dentro la telenovela Rebelde, a sua volta basata sull'idea originale della telenovela argentina Rebelde Way creata da Cris Morena.
A novembre del 2004, è uscito l'album di debutto intitolato Rebelde, inizialmente distribuito soltanto in Messico in 25.000 esemplari, che furono immediatamente esauriti. Dopo qualche settimana Rebelde ottenne il riconoscimento come disco di diamante in Messico per aver venduto più di mezzo milione di copie. I singoli dell'album furono «Rebelde», «Sólo quédate en silencio» e «Sálvame», canzone che venne tradotta in inglese e in portoghese. L'album si posizionó al numero 95 della classifica Billboard 200, al primo posto della classifica Billboard Latin Pop Albums e al secondo posto della classifica Billboard Latin Albums. Il 13 di maggio del 2005 inizió il loro primo tour nazionale titolato Tour Generación RBD a Toluca, Messico, e terminó il 18 di dicembre del 2005 a Lima, Perù. In tutto completarono 80 date in Messico, tra le quali tre concerti a Monterrey che hanno richiamato oltre 150.000 fans. Il tour fu certificato da OCESA come il quarto esaurito più velocemente in Messico, dopo i tour dei The Cure (2004 - Sing to the Deadly Mouse Trap Tour), di Britney Spears (2002 - Dream Within a Dream Tour), e dei Backstreet Boys (2001 - Black & Blue Tour). Il primo concerto internazionale della band ebbe luogo in Colombia, dove esordirono per la prima volta a Medellín davanti a oltre 30.000 persone, e in seguito anche a Cali, davanti a più di 50.000 spettatori (il concerto con il maggior numero di spettatori del gruppo in Colombia) e a Bogotá. Il 19 luglio 2005, hanno lanciato il loro primo album live intitolato Tour Generación RBD en vivo, realizzato al Palacio de los Deportes, Messico. Il 22 settembre 2005, è uscito il secondo album di studio, Nuestro amor che ha infranto tutti i record di vendita conquistando il triplo disco di platino in solo sette ore. L'album fu certificato disco di platino negli Stati Uniti con oltre 100.000 copie vendute. Hanno ricevuto una nominacion ai Premios Grammy Latinos 2006 come miglior album vocale pop duo o gruppo, prima di risultare vincitori in tre delle quattro nominations ai Billboard Latin Music Awards.
A novembre del 2005 è uscito Rebelde (Edição Brasil) in portoghese. Nel marzo del 2006, hanno dato il via al secondo tour internazionale Tour Generación 2006, cominciato negli Stati Uniti, al Los Angeles Memorial Coliseum di fronte a oltre 68.000 fans. Nel 2006, secondo i dati forniti da "North American Shows worth ", hanno venduto 694.655 biglietti, per un valore totale di $23 600 000, che salirono a 749.485 biglietti con i concerti nel resto del mondo, riuscendo così a occupare il 14º posto tra i concerti più venduti al mondo dell'anno 2006. Nel 2006 hanno lanciato il secondo album live intitolato Live in Hollywood. Hanno suonato anche al Madison Square Garden di New York e al American Airlines Arena di Miami, ritornando poi al Los Angeles Coliseum in occasione di un festival radiofonico. Nello stesso anno gli RBD hanno compiuto un tour attraverso il Brasile intitolato "RBD Tour Brasil". Hanno suonato a Río de Janeiro in ottobre, diventando i primi artisti di lingua ispanica a dare un concerto come artisti principali nella storia dello Stadio Maracanã, di fronte ad oltre 50.000 fans. Di questo concerto è stato realizzato il DVD Live in Río. Nel 2006 è uscito anche il secondo album in lingua portoghese intitolato Nosso Amor (Nuestro amor), che è diventato uno dei venti dischi più venduti in Brasile.

### 2006-2007:Celestial,RebelseRBD: la familia
Il 18 settembre del 2006, RBD lanciarono il primo singolo «Ser o parecer», di Armando Ávila, del terzo album, Celestial uscito a novembre del 2006 e girato negli studi di Los Ángeles e Messico, una volta ancora sotto la produzione di Carlos Lara e Armando Ávila. Due anni sono stati sufficienti per far convertire RBD nel maggiore gruppo pop della storia messicana. Un milione di copie vendute a livello mondiale e un tour con più di 70 concerti, tutte le entrate vendute ripagano lo stancante lavoro che il sestetto ha realizzato per Messico, Stati Uniti, Centroamerica, Perù, Colombia, Venezuela, Ecuador, Brasile, Cile e Spagna. Nel 2007 sono invitati dal presidente brasiliano Luiz Inácio Lula da Silva a visitare casa sua. I RBD filmarono, sotto la direzione di Esteban Madrazo, il videoclip di «Ser o parecer» nelle strade di San Paolo. Il 25 di dicembre del 2006 si presentarono al Christmas Day Parade, girato nel Walt Disney World in Orlando, Florida condividendo l'o scenario con figure della taglia di Beyoncé. Nel 2006, la band partecipó al programma di MTV Latinoamérica, Rock Dinner, che cerca di far relazionare i fans ai propri artisti preferiti, il gruppo passó una sera con una giovane messicana.
Nel 2006 si inizió a girare RBD: La familia, una serie messicana, che narra le giornate del gruppo giovanile. Prodotta da Pedro Damián per Televisa in formato cinema. Il primo episodio venne trasmesso il 14 di marzo del 2007 e l'ultimo il 13 di giugno del 2007. Secondo il portale IMDb, "RBD: La familia" fu la prima serie girata in alta definizione (HD) in Messico. Il 14 di dicembre del 2007 esce in vendita il DVD in Spagna e Messico, e il 22 di luglio del 2008 esce in vendita negli Stati Uniti.
Il 20 di aprile del 2007, danno inizio al loro terzo tour musicale titolato Tour Celestial 2007, dove si presentarono negli Stati Uniti, Europa, America del Sud e Centrale, la banda continuó allargando la traiettoria di successi a livello internazionale; le visite in Romania e Spagna durante il 2007 sorpresero il mondo dello spettacolo latinoamericano e gli diede l'opportunità di far parte del mercato spagnolo, uno dei più competitivi del mundo, permettendo alla banda di lanciare il disco Celestial Fan Edition (CD +DVD) che include il tema «The family» omonimo della serie che protagonizzarono, un DVD con cinque coreografie dei loro temi, tre remix e un disco extra con le versioni karaoke dei loro più grandi successi.
Il 22 di giugno del 2007, come risultato delle presentazioni di successo in Spagna ci fu un concerto unico nello stadio Vicente Calderón di Madrid con più di 40 000 persone che entró a far parte del tour Celestial World Tour 2007, e del DVD Hecho en España con un ricco materiale che mostra retroscena del tour e l'impatto del gruppo sul palcoscenico. All'inizio di ottobre, si confermò per Roptus.com che il resto del tour rimarrà sospeso fino a nuovo avviso. La ragione che comunicó la página web del gruppo fu che i RBD volevano dare al suo pubblico uno spettacolo migliore interpretando alcune canzoni del nuovo album, Empezar desde cero, il quale fu lanciato il 20 di novembre del 2007. I RBD ricavarono 5 400 000 dollari solo in America del Nord, un totale ricavato da 293 742 entrate vendute a livello mondiale.
Nell'agosto del 2007, i RBD lanciarono insieme a Wallmart una línea esclusiva del gruppo che include abbigliamento, accessori, orologi, articoli da bagno e molto altro, per un totale di 400 prodotti. Nel dicembre del 2007, girano il tema «Una pequeña voz» che formó parte dell'undicesima stagione di Plaza Sésamo, filmando il video della canzone insieme ai personaggi della serie per bambini.
I RBD debuttano in inglese con Rebels dopo solo due settimane dal lancio di Celestial, che viene messo in vendita il 19 di dicembre del 2006. Aumentando la loro fama col successo bilingue «Tu amor», che debuttò nella radio Kiss FM di Los Angeles. La canzone fu scritta da Diane Warren, vincitrice di un Grammy nel 1996 per la sua canzone «Because you loved me», interpretata da Céline Dion. Più tardi il disco uscì in Messico, Brasile, Spagna e con una versione differente in Giappone.
Nel maggio del 2007, la compagnia Mattel lancia in vendita una edizione speciale di Barbie dei personaggi Mia, Lupita e Roberta della telenovela Rebelde. Anahí, Dulce María e Maite Perroni furono le prime messicane ad avere una replica dei loro personaggi. La bambola fu messa in vendita in Messico, Stati Uniti e America Latina. Il 28 maggio 2007, il gruppo è invitato da Donald Trump per presentarsi al maggior evento di bellezza, Miss Universo 2007. L'evento si realizzò all'Auditorio Nacional di Città del Messico, Messico, dove il gruppo realizzò un medley con le canzoni «Wanna play», «Cariño mio» e «Money, money» tratte dal loro quarto album Rebels.

### 2007-2009:Empezar desde cero,Best of RBDePara olvidarte de mí
Nel novembre del 2007, i RBD pubblicarono Empezar desde cero e lanciarono il primo singolo, «Inalcanzable». L'album viene nominato ai Grammy Latinos 2008 come miglior album vocale pop duo o gruppo.
Il CD ottiene un grande successo internazionalmente, in Messico e Brasile vinse il disco d'oro dopo una settimana dalla messa in vendita. In Spagna il CD si esaurisce lo stesso giorno in cui è uscito, vincendo un disco d'oro al suo primo mese, negli Stati Uniti arriva al primo posto del Billboard nella categoria Top Latin Albums, il che aumentó il numero di concerti in Stati Uniti, Brasile, Spagna, Centroamerica, Romania, Colombia, Venezuela, Argentina e aumentó la collezione di dischi di diamante, triplo platino, doppio platino e oro che hanno vinto i RBD a livello mondiale. Nel febbraio del 2008 si presentarono al festival del Super Bowl XLII interpretando i loro migliori temi. Nella loro carriera, i RBD hanno rotto records a livello internazionale e i loro album sono diventati dischi d'oro e di platino in Spagna.
Nel febbraio del 2008 danno inizio al quarto tour mondiale Empezar Desde Cero Tour, iniziando a Hidalgo, Texas, nel Dodge Arena. Alla fine del 2007, il Tour Celestial in USA fu riprogrammato fino a febbraio del 2008 e finì per far parte del Empezar Desde Cero Tour. La nuova band Timbiriche aprì i loro concerti in USA. Il tour visitó Stati Uniti d'America, Messico, Cile, Argentina, Paraguay, Brasile, Spagna, Slovenia, Serbia, Repubblica Dominicana, Romania, Croazia, Giappone, Venezuela, Portogallo, Colombia, Slovacchia, Perù, Ecuador, Bolivia, Turchia, Indonesia, Uruguay, Guatemala e Polonia. I RBD si presentarono in Brasile davanti a più di 500 000 persone, rompendo il record dei Rolling Stones. A settembre, si realizzó una serie di concerti in Slovenia, le entrate del primo concerto si esaurirono in solo 30 minuti rompendo record. Poll Star rese pubblica la classifica dei 100 migliori concerti venduti nell'anno 2008, e i RBD arrivarono al numero 49 con 166 839 entrate vendute da gennaio del 2008 fino a giugno dello stesso anno. I dati del terzo trimestre di Poll Star classificarono i RBD al numero 48 nel top 100 con 301 015 entrate vendute da gennaio del 2008 fino a settembre del 2008. I dati finali di Poll Star da gennaio del 2008 fino a dicembre del 2008 dimostrarono che i RBD avevano venduto un totale di 367 346 entrate vendute nel 2008. I RBD ottennero 4 4 milioni di dollari grazie al tour secondo North American dates.
Nel giugno del 2008 pubblicano Empezar desde cero - Fan edition (CD + DVD), che include nuove canzoni con più presenza canora di Dulce e Maite, così come il tema della campagna Estar bien, vari temi in versione karaoke, 2 video e 2 behind the scenes, elementi che convertono questa edizione in un disco da collezione. Contemporaneamente lanciano il terzo singolo «Y no puedo olvidarte». Nel 25 di novembre del 2008, i RBD lanciarono Best of RBD (in Brasile: Hits Em Português, in USA: Greatest Hits), con un CD/DVD dei loro singoli e un DVD con i video musici, come parte del loro addio. Dell'album uscì pure una versione in portoghese.
Nel 2008 la banda annunciò la sua separazione spiegando che è tempo che gli integranti crescano separatamente, però prima lanciarono un disco intitolato Best of RBD e conclusero con l'ultimo tour mondiale in Spagna il 21 dicembre nel Palacio de los Deportes della comunità di Madrid.
Nel 2009 pubblicano l'ultimo disco in studio Para olvidarte de mí, il cui singolo dà nome all'album, il disco significa l'addio dei RBD, la fine del cammino di uno dei gruppi giovanili latini più popolari di tutti i tempi, canzoni come «Para olvidarte de mí», «Adiós», tra altre fanno del disco uno dei più emotivi dei RBD. Nel giugno dei 2009 i RBD mettono in vendita il DVD RBD Live in Brasilia del loro Empezar Desde Cero Tour, con più di mezzo milione di spettatori. Nel 2009 esce in vendita il DVD Tour del adiós, ultimo DVD del gruppo.
I RBD promisero ai fan una rimpatriata e un concerto finale per i loro fan i messicani nella capitale Azteca.

### 2012-2013:Inédito, EMI e la rimpatriata
Nel maggio del 2012 si annuncia il lancio del libro fotografico Inédito della fotografa Yvonne Venegas, sorella della cantante Julieta Venegas. Nel 2006 Yvonne è invitata da Mauricio Mallén, direttore artistico del Gruppo Televisa, per partecipare al progetto, nel quale convisse con la band per sette mesi, durante le riprese del finale di Rebelde e il tour negli Stati Uniti. Durante un'intervista Yvonne parlò del progetto e spiegò «Sempre mi sono interessata al dietro le quinte, a tutto quello che succede quando la telecamera ufficiale si spegne. Libera, nell'istante in cui si spegneva la telecamera, io scattavo foto; quando gli attori stavano aspettando, si stancavano o stavano dicendo tutt'altro di quel che arriva in televisione, che è qualcosa di meno clamoroso di quel che tutti s'immaginano. C'è gente stanca, annoiata e cose che rompono l'immagine che abbiamo di una costruzione perfetta e decorata come quelle che fa Televisa, che dietro a questo ci sono persone reali. A me è sempre piaciuto mettermi in queste situazioni con la mia macchina fotografica, includendo le telecamere ufficiali come parte del mio quadro». Il 28 agosto 2012 si aprì la pre-vendita del libro per la Editorial RM. Il 21 settembre 2012 si realizza la prima esposizione del libro nel Museo de Arte Carrillo Gil, che durò fino al 13 gennaio 2013. A gennaio del 2013 il libro esce in vendita mondialmente sotto la Editorial RM. Nel febbraio del 2013 si iniziano a realizzare esposizioni del libro in differenti città del Messico, come Tijuana e Monterrey.
Il 27 luglio 2012 la casa discografica EMI decide di ritirare il materiale del gruppo dal sito dei video YouTube, il cui canale ufficiale dei RBD aveva raggiunto più di 200 000 000 visualizzazioni totali, così come pure altri contenuti dei RBD disponibili in vendita digitalmente, provocando una gran controversia nelle reti sociali come Twitter. Nell'agosto del 2012, EMI annuncia, attraverso la sua pagina ufficiale Facebook, che nello stesso anno è scaduta la licenza che EMI Music aveva per commercializzare ed esibire i video e altri contenuti della band nella piattaforma digitale, spiegando che era un tema legale che stava in alto alla volontà della compagnia.
Il 17 luglio 2013, il creatore della band, Pedro Damián rivelò che stava pianificando la rimpatriata della band, che si sarebbe svolta nel 2014, preferibilmente durante i Mondiali di calcio del 2014 in Brasile, argomentando «pensiamo alla rimpatriata durante i mondiali, con il fine de provocare un invito agli eventi. Speriamo di arrivare in Brasile e stare in una delle date dei mondiali nel paese sudamericano, è un paese che ci ha voluto molto bene», indicando che parlò con i membri del gruppo, continuó: «C'è entusiasmo, c'è voglia». Ma alla fine la rimpatriata non si realizzò.

### 2023: La reunion,Soy Rebelde Tour
Nel gennaio 2023, la band ha annunciato le date del Soy Rebelde Tour, con date previste in America Latina e America del Nord.

## Altre attività

### Attività umanitarie
Nel 2005 partecipano, insieme al resto del cast della telenovela Rebelde, al "Fashion Show", organizzato da The American Society of México, per raccogliere fondi destinati ai Giochi Olimpici Speciali Messico per bambini e adulti con diversità intellettuali.
Fondazione Sálvame
Nel febbraio del 2006, ci fu un incidente in Brasile dove tre persone perderono la vita e decine rimasero ferite, quando una barriera di sicurezza crollò durante una firma d'autografi, dove più o meno 5000 ammiratori del gruppo si riunirono alle porte di un centro commerciale a San Paolo. Il gruppo tramite un comunicato stampa diede le sue condoglianze e inviò le sue preghiere alle famiglie delle vittime. Dopo il successo raggiunto dal gruppo messicano gli RBD lanciarono la "Fondazione Sálvame" (o "Fondazione Save Me", nome di una loro canzone) per aiutare i bambini poveri. Iniziarono le loro opere di bene il 1 maggio del 2006, con l'obbiettivo di aiutare i bambini senza casa, e tra le prime attività programmate ci fu un concerto gratuito in Brasile. La fondazione aiutó in Messico, Brasile e Spagna. Ad aprile del 2008, girano il tema «Estar bien» insieme a Kudai e Eiza González per la campagna "Elíge estar bien contigo" che cerca di salvare i giovani con problemi alimentari come l'obesità, l'anoressia e la bulimia.

### Immagine e prodotti
- Pretextos: giochi di ruolo di Rebelde (2004).
- Rebelde: profumi di ogni personaggio Rebelde (2004-2006).[60]
- Exa FM: CD interattivo "Promo Exa" (2005).[61]
- Blockbuster: CD interattivo "In Blockbuster canta come RBD" (2006).
- Lexmark: CD interattivo, videos/tracks "Promo Lexmark" (2006).[62]
- Hasbro:
  - Tooth Tunes (2006): Un pettine dai denti musicali con la canzone Ser o parecer.[63]
- Immagine di Giraffas (fast food brasiliano): solo in Brasile (2006-2007).[64]
- Mattel: bambole Barbie (2007).[26]
- Immagine di Kinder Sorpresa: solo in Latinoamerica (2007).[65][66][67]
- Walmart:
  - Linea esclusiva di 400 prodotti (2006-2008).[23]
  - Linea di abbigliamento e accessori Suburbia (2008).[68]
  - Walmart soundcheck: Include concerti, convivenza e interviste del gruppo.[69][70]
- Immagine di Pepsi: 
  - Quaderni, zaini, foto e vasi con l'immagine del gruppo (2007).[71]
  - Include i concerti del gruppo al Pepsi Super Bowl e shows acustici.[72][73]
- Rebelde: rivista del gruppo in Messico, Brasile, Stati Uniti e Spagna (2004-2008).[74]
- Generatia Rebelde: rivista del gruppo in Romania (2008).[75]

### Conduzione e reality show
Nel 2005 conducano il "Top Ten" di Telehit presentando i video della lista. A settembre del 2007, il gruppo partecipa al programma Tourismo MTV che mostra la vita della band durante il tour Celestial in Nuovo Messico.
Nel 2007, il gruppo conduce il programma di Boomerang Latinoamerica Boombox en estudio rispondendo alle domande dei loro fans, interpretando i loro temi e presentando i programmi del canale.
Nel 2008, i RBD furono incaricati dal canale statunitense in lega spagnola Univision di condurre i Premios Juventud, che erano dedicati all'ambiente. La band fu anche incaricata di aprire l'evento, interpretando per la prima volta il nuovo singolo «Y no puedo olvidarte». 
Nel 2008 partecipano al reality show Quiero mis quinces di MTV Tr3s titolato Marathon with RBD, dove oltre a condurlo raccontarono aneddoti della loro esperienza.
Banda che accompagna la band nei tour internazionali:
- Charly Rey — Chitarra
- John William Hartfiel — Chitarra e Compositore
- Gonzalo Velázquez — Chitarra e Viola
- Guido Laris — basso elettronico, Direzione musicale e vocalist
- Luis Emilio "Catire" Mauri — Percussioni
- Mauricio Bicho Soto Lartigue — batteria

## Discografía

### Album in studio
- 2004 - Rebelde
- 2005 - Nuestro amor
- 2006 - Celestial
- 2006 - Rebels
- 2007 - Empezar desde cero
- 2009 - Para olvidarte de mí

Versioni portoghesi
- 2005 - Rebelde (Edição Brasil)
- 2006 - Nosso amor rebelde
- 2006 - Celestial (Versäo Brasil)

### Album dal vivo
- 2005 - Tour generación RBD en vivo
- 2006 - Live in Hollywood
- 2007 - Live in Rio
- 2007 - Hecho en España

### Raccolte
- 2007 - Greatest Hits (CD)
- 2007 - Éxitos rebeldes karaoke vol. 1
- 2007 - Éxitos rebeldes karaoke vol. 2
- 2008 - Best of (CD+DVD)
- 2008 - Best of RBD Greatest Hits (CD + DVD)
- 2009 - Best of Remixes (CD)
- 2009 - Best of Karaoke (CD)

### Colonne sonore
- 2007 - RBD: La familia

### DVD
- 2005 - Tour generación RBD en vivo (DVD)
- 2006 - Live in Hollywood (DVD)
- 2006 - ¿Que hay detrás de RBD?
- 2006 - Live in Río
- 2007 - Hecho en España (DVD)
- 2009 - Live in Brasilia
- 2009 - Tournée do Adeus

### Singoli
- 2004 - Rebelde
- 2004 - Sólo quédate en silencio
- 2005 - Sálvame
- 2005 - Un poco de tu amor
- 2005 - Nuestro amor
- 2005 - Aún hay algo
- 2006 - Tras de mí
- 2006 - Este corazón
- 2006 - No pares
- 2006 - Ser o parecer
- 2006 - Tu amor
- 2007 - Celestial
- 2007 - Bésame sin miedo
- 2007 - Dame
- 2007 - Inalcanzable
- 2008 - Empezar desde cero
- 2008 - Y no puedo olvidarte
- 2009 - Para olvidarte de mí